# Лафлін (Невада)

Кларк (округ, Невада), Лафлін (Невада)

Лафлін (англ. Laughlin) — переписна місцевість (CDP) в США, в окрузі Кларк на півдні штату Невада. Населення — 8658 осіб (2020).
Розташоване на річці Колорадо на кордоні зі штатом Аризона за 152 км на південь від Лас-Вегаса. Навпроти Лафліна на протилежному березі річки знаходиться місто Буллгед-Сіті, штат Аризона. Є третім за кількістю казино в штаті Невада. Його засновник — Дон Лафлін.

## Географія
Лафлін розташований за координатами 35°8′49″ пн. ш. 114°44′38″ зх. д. / 35.14694° пн. ш. 114.74389° зх. д. (35.146988, -114.743947).  За даними Бюро перепису населення США в 2010 році переписна місцевість мала площу 231,53 км², з яких 228,03 км² — суходіл та 3,50 км² — водойми.

### Клімат
| Клімат : Лафлін         | Клімат : Лафлін | Клімат : Лафлін | Клімат : Лафлін | Клімат : Лафлін | Клімат : Лафлін | Клімат : Лафлін | Клімат : Лафлін | Клімат : Лафлін | Клімат : Лафлін | Клімат : Лафлін | Клімат : Лафлін | Клімат : Лафлін | Клімат : Лафлін |
| Показник                | Січ.            | Лют.            | Бер.            | Квіт.           | Трав.           | Черв.           | Лип.            | Серп.           | Вер.            | Жовт.           | Лист.           | Груд.           | Рік             |
| Абсолютний максимум, °C | 28,3            | 33,9            | 38,9            | 41,7            | 47,8            | 52,2            | 52,2            | 50,0            | 47,2            | 43,9            | 35,0            | 31,1            | 52,2            |
| Середній максимум, °C   | 19,1            | 21,8            | 26,4            | 31,4            | 36,9            | 42,2            | 44,6            | 43,5            | 39,8            | 32,4            | 24,1            | 18,4            | 31,8            |
| Середній мінімум, °C    | 6,7             | 8,1             | 10,2            | 13,6            | 18,7            | 22,9            | 26,7            | 26,6            | 22,1            | 15,7            | 10,1            | 6,2             | 15,7            |
| Абсолютний мінімум, °C  | −3,9            | −2,2            | 0,6             | 4,4             | 8,3             | 10,0            | 17,8            | 15,6            | 12,2            | 2,8             | −1,1            | −5              | −5              |
| Норма опадів, мм        | 24              | 27              | 20              | 5               | 1               | 1               | 7               | 20              | 9               | 14              | 11              | 15              | 152             |
| Днів з опадами          | 3,6             | 3,9             | 2,6             | 1,5             | ,3              | ,4              | 1,3             | 1,9             | ,9              | 1,3             | 1,3             | 1,9             | 20,7            |
| ----------------------- | --------------- | --------------- | --------------- | --------------- | --------------- | --------------- | --------------- | --------------- | --------------- | --------------- | --------------- | --------------- | --------------- |
| Джерело: WRCC           |                 |                 |                 |                 |                 |                 |                 |                 |                 |                 |                 |                 |                 |

## Демографія

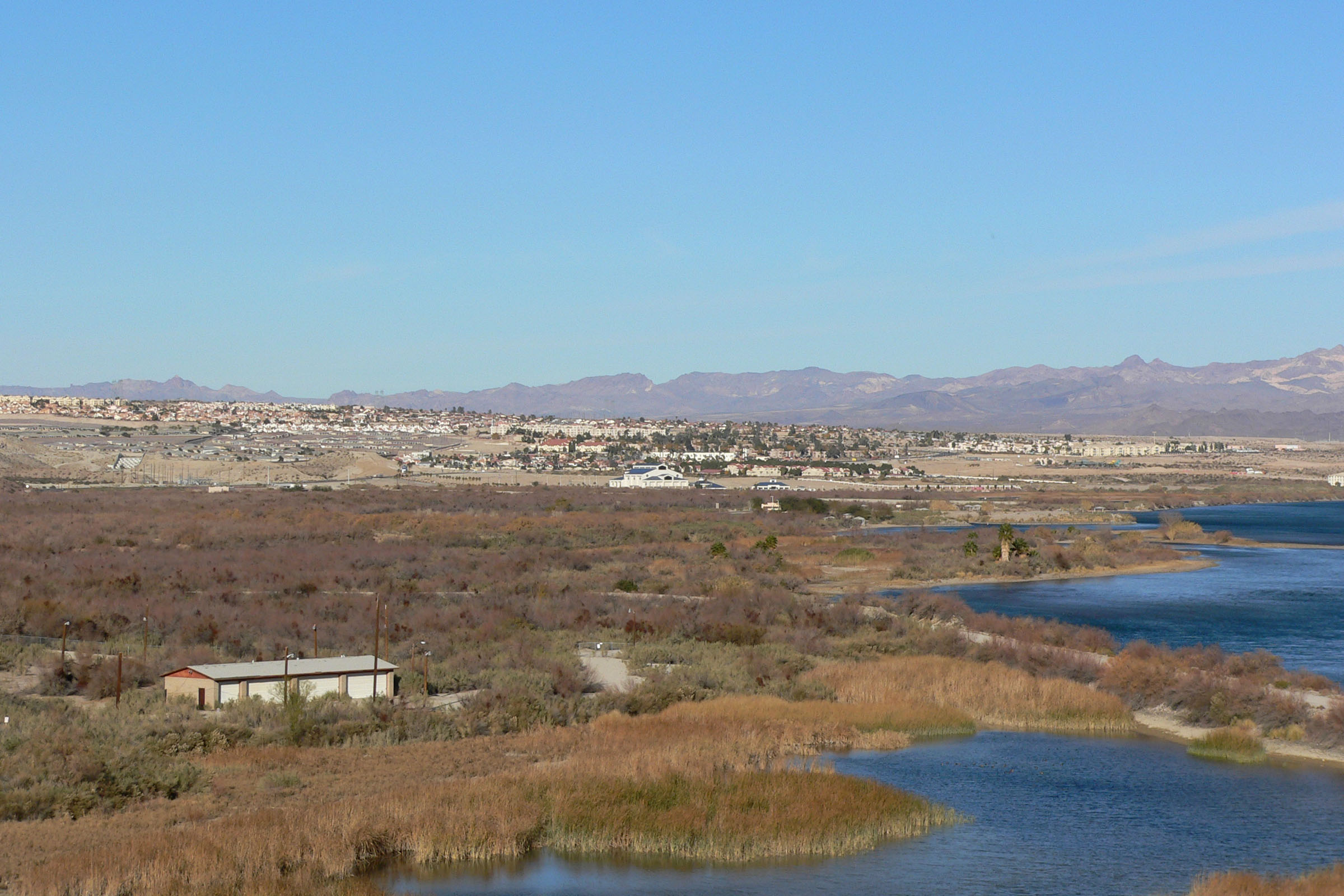
Лафлін (Невада)

Згідно з переписом 2010 року, у переписній місцевості мешкали 7323 особи в 3591 домогосподарстві у складі 2024 родин. Густота населення становила 32 особи/км².  Було 4966 помешкань (21/км²).
Расовий склад населення:
| - 85,0 % — білих - 3,1 % — чорних або афроамериканців - 2,1 % — азіатів - 1,2 % — корінних американців - 0,4 % — вихідців з тихоокеанських островів - 4,4 % — осіб інших рас |

До двох чи більше рас належало 3,8 %. Частка іспаномовних становила 13,7 % від усіх жителів.
За віковим діапазоном населення розподілялося таким чином: 14,8 % — особи молодші 18 років, 54,5 % — особи у віці 18—64 років, 30,7 % — особи у віці 65 років та старші. Медіана віку мешканця становила 55,2 року. На 100 осіб жіночої статі у переписній місцевості припадало 102,1 чоловіків;  на 100 жінок у віці від 18 років та старших — 102,2 чоловіків також старших 18 років.
Середній дохід на одне домашнє господарство  становив 44 307 доларів США (медіана — 32 847), а середній дохід на одну сім'ю — 55 377 доларів (медіана — 38 586). Медіана доходів становила 36 480 доларів для чоловіків та 25 278 доларів для жінок. За межею бідності перебувало 23,1 % осіб, у тому числі 50,5 % дітей у віці до 18 років та 7,8 % осіб у віці 65 років та старших.
Цивільне працевлаштоване населення становило 2213 особи. Основні галузі зайнятості: мистецтво, розваги та відпочинок — 58,7 %, роздрібна торгівля — 8,5 %, освіта, охорона здоров'я та соціальна допомога — 6,7 %, будівництво — 5,1 %.